# عبد القادر يومير
عبد القادر يومير، ولد في القنيطرة سنة 1957، لاعب كرة قدم سابق ومدرب كرة قدم مغربي. من أهم إنجازاته فوزه بلقب البطولة الوطنية المغربية مع النادي المكناسي سنة 1995 وكأس الاتحاد الإفريقي مع الكوكب المراكشي، سنة 1996 وكأس أمير قطر سنة 1998 مع نادي السد القطري.

## حياته

### البدايات
نشأ عبد القادر يومير في مدينة القنيطرة ولعب في صفوف فريق النادي القنيطري بين 1969 و1975، والذي تدرج فيه عبر كل الفئات العمرية. في النادي القنيطري، تدرب يومير على أيدي مدربين كبار كالصويري والعربي شيشا ومحمد العماري.
في 1975 التحق فيها ببلجيكا لإتمام دراسته الجامعية في جامعة بروكسيل الحرة في اختصاص الترويض الطبي. لم يتوقف يومير عن ممارسة كرة القدم في بلجيكا بحيث لعب في فريق من الهواة، إف سي آلزايمبرغ، ثم أشرف على تدريبه سنة 1982. في 1983، رفقة مصطفى مديح، الذي سيصبح لاحقا من أهم المدربين المغاربة، تسجل في مدرسة هايسل لتكوين المدربين المرموقة وحصل الاثنان، بعد ثلاث سنوات من التحصيل، على دبلوم التدريب من الدرجة الثالثة.
عاد يومير إلى المغرب وأشرف على تدريب ناديه الأم، النادي القنيطري، والذي كان من أقوى الفرق المغربية في الثمانينات، وتمكن يومير من إبراز العديد من اللاعبين المهمين، خصوصا نور الدين البويحياوي وخليفة العبد، اللذين شاركا مع المنتخب الوطني المغربي في كأس العالم 1986.
درب بعد ذلك فريق أولمبيك خريبكة لموسم واحد (1986-87) ثم المغرب الفاسي (1987-88)، وهو الفريق الذي كان يعج بنجوم كبار في تبك الفترة من قيمة فتاح الغياتي، السليماني والأشهبي. بعد ذلك اشتغل مع فرق المغرب التطواني (الذي كان في القسم الثاني آنذاك) ثم شباب المحمدية الذي فشل معه في تحقيق الصعود إلى القسم الأول بعد الخسارة في مباراة السد أمام النادي المكناسي.

### مدرب «مصعد» إلى القسم الأول
في 1990 خاض تجربة لموسم واحد في البحرين كمدرب لفريق البديع ليعود للمغرب ويبدأ مسلسل نجاحات متتالية ليصبح متخصصا في إصعاد الأندية من القسم الثاني إلى القسم الأول: مع وداد فاس (1992) واتحاد سيدي قاسم (1993) ثم النادي المكناسي (1994).

### سنوات الإنجازات الكبرى
مباشرة بعد صعوده للقسم الأول، حقق يومير أول لقب بطولة له مع النادي المكناسي، في موسم 1994-95، رفقة جيل تاريخي من اللاعبين كعبد الجليل هدا، بيدان، بودومة وجمال الدريدب. في الموسم الموالي قام الفريق بمسار مشرف في كأس إفريقيا للأندية البطلة بعد بلوغ دور الربع والإقصاء بصعوبة أمام الزمالك المصري.
انتقل بعد ذلك لنادي الكوكب المراكشي ليحقق معه كأس الاتحاد الإفريقي بعد تجاوز النجم الساحلي التونسي في النهاية، بفضل جيل متميز من اللاعبين كهشام الدميعي، الزبدي، الكيسر وآخرين.
انتقل يومير بعد ذلك إلى قطر حيث نجح في الظفر بكأس الأمير مع نادي السد ثم بلوغ المباراة النهائية لنفس المسابقة رفقة نادي الأهلي.

### مرحلة بعد 2000
عرفت مسيرة يومير التدريبية، بعد 2000، مروره بعدد كبير من الأندية، إذ ظل وفيا لعادته في عدم إمضاء أكثر من موسم في كل ناد. وهكذا درب أندية النادي القنيطري وجمعية سلا والمغرب الفاسي وشباب الريف الحسيمي وشباب المسيرة، ثم عاد لتدريب النادي المكناسي بين 2009 و2011.
في 2019، تعاقد مع فريق مولودية ميسور، الذي يمارس في قسم الهواة المغربي.

## روابط خارجية
- عبد القادر يومير على موقع قاعدة بيانات كرة القدم.إي يو (الإنجليزية)
- عبد القادر يومير على موقع كووورة